# Valfarta
Valfarta (Balfarta en aragonés) es un municipio y localidad española de la provincia de Huesca, en la comunidad autónoma de Aragón. El término municipal, con un área de 33,2 km², tiene una población de 54 habitantes (INE 2024).

## Historia
Hacia mediados del siglo XIX, el lugar, ya por entonces con ayuntamiento propio, tenía contabilizada una población de 160 habitantes. Aparece descrito en el tercer volumen del Diccionario geográfico-estadístico-histórico de España y sus posesiones de Ultramar de Pascual Madoz con las siguientes palabras:

BALFARTA: l. con ayunt. de la prov., adm. de rent. y dióc. de Huesca (12 leg.), párt. jud. de Fraga (6), aud. terr. y c. g. de Zaragoza (16): sit. en un llano combatido libremente por todos los vientos con clima saludable. Tiene 43 casas de 12 á 14 varas de altura, formando una calle cómoda, pero sin empedrar, y una pequeña plaza cuadrada á cuyo frente se ve la municipal con su cárcel; y 1 igl. parr. bajo la advocacion de Sta. Maria, servida por 1 cura y 1 sacristan: el curato de la clase de rectorias, se provee por S. M. ó el diocesano previa oposicion en concurso general: fuera de la pobl. y en parage ventilado, se halla el cementerio; y 1 ermita dedicada á San Miguel, cuyo estado es muy regular, aunque sin mas rent. que las que produce la devocion de los fieles: para beber los vec. y para sus usos domésticos y abrevadero de bestias y ganados, usan la agua de balsa. térm. confina N. Castejon del Monegros, E. Peñalva y Sigena, S. Bujaraloz, y O. La Almoda. El terreno participa de monte y llano, todo de secano y muy fértil, si ayudan las lluvias; los montes principales que se encuentran son los llamados de Boral y Reguero: forman cord. al E. del pueblo; carece de bosques y arbolados, pero cria buenas yerbas de pasto, y encierra muchos minerales de yeso: caminos: todos son locales y los mas carreteros: estan en buen estado: prod.: trigo, cebada, centeno y avena; cria ganado lanar, cabrio y caza de perdices, liebres y conejos; hay tambien algunos lobos y zorras: comercio: la esportacion del trigo que generalmente sobra, é importacion de todos los otros articulos y 1 tienda de comestibles y quincalla: pobl. 13 vec., 160 alm.; contr. 4,145 rs. 3 mrs.
(Madoz, 1846, p. 327)

## Demografía
Valfarta cuenta con una población de 54 habitantes (INE 2024).
| Gráfica de evolución demográfica de Valfarta entre 1842 y 2021                                                                                                |
| |
| Población de derecho según los censos de población del INE Población de hecho según los censos de población del INEEn este censo se denominaba Balfarta: 1842 |

## Administración y política
| Período   | Alcalde                    | Partido |  |
| --------- | -------------------------- | ------- |  |
| 1979-1983 | Miguel Ángel Usón Ezquerra | UCD     |  |
| 1983-1987 |                            |         |  |
| 1987-1991 |                            |         |  |
| 1991-1995 |                            |         |  |
| 1995-1999 |                            |         |  |
| 1999-2003 |                            |         |  |
| 2003-2007 |                            | PAR     |  |
| 2007-2011 | Miguel Ángel Usón Ezquerra | PAR     |  |
| 2011-2015 | Luis Alberto Labrador Usón | PAR     |  |
| 2015-2019 | Luis Alberto Labrador Usón | PAR     |  |

| Partido político    | Partido político                                   | 2003   | 2007   | 2011   | 2015   |
| Partido político    | Partido político                                   | Ediles | Ediles | Ediles | Ediles |
|                     | Partido Aragonés (PAR)                             | 5      | 5      | 3      | 3      |
|                     | Partido de los Socialistas de Aragón (PSOE-Aragón) | —      | —      | —      | —      |
|                     | Partido Popular de Aragón (PP)                     | —      | —      | —      | —      |
|                     | Chunta Aragonesista (CHA)                          | —      | —      | —      | —      |
| Total de concejales | Total de concejales                                | 5      | 5      | 3      | 3      |